# UCI America Tour 2010
Navigation
Édition précédente Édition suivante
L'UCI America Tour 2010 est la sixième édition de l'UCI America Tour, l'un des cinq circuits continentaux de cyclisme de l'Union cycliste internationale. Il est composé de 34 compétitions, organisées du 4 octobre 2009 au 12 septembre 2012 en Amérique.
La victoire revient pour la deuxième année de suite au Colombien Gregorio Ladino, vainqueur notamment du Tour de Bolivie. Le classement par équipes est remporté pour la première fois par Funvic-Pindamonhangaba (Brésil) et les deux classements par pays sont gagnés par la Colombie et le Venezuela (chez les moins de 23 ans).

## Calendrier des épreuves

### Octobre 2009
| Date | Course            | Pays      | Classe | Vainqueur         | Équipe           |
| ---- | ----------------- | --------- | ------ | ----------------- | ---------------- |
| 4-10 | Tour de Chihuahua | Mexique   | 2.2    | Óscar Sevilla     | Rock Racing      |
| 20-1 | Tour du Guatemala | Guatemala | 2.2    | Juan Carlos Rojas | Plycem-JPS-Orbea |

### Novembre 2009
| Date  | Course             | Pays     | Classe | Vainqueur        | Équipe                                          |
| ----- | ------------------ | -------- | ------ | ---------------- | ----------------------------------------------- |
| 1-8   | Tour de Bolivie    | Bolivie  | 2.2    | Gregorio Ladino  | Tecos de la Universidad Autónoma de Guadalajara |
| 21-29 | Tour de l'Équateur | Équateur | 2.2    | Fernando Camargo | Boyacá es Para Vivirla                          |
| 24-29 | Tour du Chiapas    | Mexique  | 2.2    | Libardo Niño     | EBSA Colombia                                   |

### Décembre 2009
| Date  | Course             | Pays       | Classe | Vainqueur      | Équipe                         |
| ----- | ------------------ | ---------- | ------ | -------------- | ------------------------------ |
| 16-28 | Tour du Costa Rica | Costa Rica | 2.2    | Janier Acevedo | Greatwall-Indeportes Antioquia |

### Janvier
| Date  | Course           | Pays      | Classe | Vainqueur       | Équipe                |
| ----- | ---------------- | --------- | ------ | --------------- | --------------------- |
| 13-24 | Tour du Táchira  | Venezuela | 2.2    | José Rujano     | Gobernacion Del Zulia |
| 18-24 | Tour de San Luis | Argentine | 2.1    | Vincenzo Nibali | Liquigas-Doimo        |

### Février
| Date  | Course                             | Pays                   | Classe | Vainqueur                 | Équipe                                     |
| ----- | ---------------------------------- | ---------------------- | ------ | ------------------------- | ------------------------------------------ |
| 9-21  | Tour de Cuba                       | Cuba                   | 2.2    | Arnold Alcolea            | Équipe nationale de Cuba                   |
| 16-21 | Rutas de América                   | Uruguay                | 2.2    | Hernán Cline              | Alas Rojas Santa Lucia                     |
| 21-28 | Vuelta a la Independencia Nacional | République dominicaine | 2.2    | Augusto Sánchez Beriguete | Équipe nationale de République dominicaine |

### Mars
| Date  | Course                           | Pays    | Classe | Vainqueur          | Équipe                 |
| ----- | -------------------------------- | ------- | ------ | ------------------ | ---------------------- |
| 15-19 | Tour de l'intérieur de São Paulo | Brésil  | 2.2    | Renato Seabra      | Clube DataRo           |
| 26-4  | Tour d'Uruguay                   | Uruguay | 2.2    | Richard Mascarañas | Alas Rojas Santa Lucia |

### Avril
| Date  | Course                                     | Pays       | Classe | Vainqueur       | Équipe           |
| ----- | ------------------------------------------ | ---------- | ------ | --------------- | ---------------- |
| 14-18 | Volta Ciclística Internacional de Gravataí | Brésil     | 2.2    | Jaime Castañeda | EPM-UNE          |
| 18    | Tour of the Battenkill                     | États-Unis | 1.2    | Brian Jensen    | TradeWind Energy |
| 18-25 | Tour du Mexique                            | Mexique    | 2.2    | Óscar Sevilla   | Rock Racing      |
| 21-25 | Tour de Santa Catarina                     | Brésil     | 2.2    | Stíver Ortiz    | EPM-UNE          |

### Mai
| Date  | Course                                        | Pays       | Classe | Vainqueur      | Équipe                       |
| ----- | --------------------------------------------- | ---------- | ------ | -------------- | ---------------------------- |
| 8     | Championnats panaméricains - contre-la-montre | Mexique    | CC     | Iván Casas     | Équipe nationale de Colombie |
| 10    | Championnats panaméricains - course en ligne  | Mexique    | CC     | Carlos Oyarzún | Équipe nationale du Chili    |
| 12-16 | Doble Sucre Potosi GP Cemento Fancesa         | Bolivie    | 2.2    | Óscar Soliz    | EBSA                         |
| 16-23 | Tour de Californie                            | États-Unis | 2.HC   | Michael Rogers | HTC-Columbia                 |

### Juin
| Date  | Course                                  | Pays       | Classe | Vainqueur          | Équipe                       |
| ----- | --------------------------------------- | ---------- | ------ | ------------------ | ---------------------------- |
| 2-6   | Tour du Paraná                          | Brésil     | 2.2    | Marco Arriagada    | Funvic-Pindamonhangaba       |
| 3-6   | Coupe des nations Ville Saguenay        | Canada     | 2.Ncup | Luka Mezgec        | Équipe nationale de Slovénie |
| 6     | Clásico San Antonio de Padua Guayama    | Porto Rico | 1.2    | Alexander González | Triple-S                     |
| 6     | Philadelphia International Championship | États-Unis | 1.HC   | Matthew Goss       | HTC-Columbia                 |
| 12    | Chrono Gatineau                         | Canada     | 1.2    | Benjamin Day       | Fly V Australia              |
| 13    | Air Force Cycling Classic Crystal Cup   | États-Unis | 1.2    | Jake Keough        | UnitedHealthcare-Maxxis      |
| 15-20 | Tour de Beauce                          | Canada     | 2.2    | Benjamin Day       | Fly V Australia              |
| 30-11 | Tour du Venezuela                       | Venezuela  | 2.2    | Tomás Gil          | Lotería del Táchira          |

### Juillet
| Date  | Course             | Pays   | Classe | Vainqueur        | Équipe                     |
| ----- | ------------------ | ------ | ------ | ---------------- | -------------------------- |
| 10-18 | Tour de Martinique | France | 2.2    | Miyataka Shimizu | Bridgestone Anchor         |
| 28-1  | Tour de Rio        | Brésil | 2.2    | Tomas Alberio    | Trevigiani Dynamon Bottoli |

### Août
| Date | Course                      | Pays     | Classe | Vainqueur         | Équipe                  |
| ---- | --------------------------- | -------- | ------ | ----------------- | ----------------------- |
| 1-15 | Tour de Colombie            | Colombie | 2.2    | Sergio Henao      | Indeportes Antioquia    |
| 6-15 | Tour cycliste de Guadeloupe | France   | 2.2    | Francisco Mancebo | Heraklion Kastro-Murcia |

### Septembre
| Date  | Course             | Pays       | Classe | Vainqueur       | Équipe    |
| ----- | ------------------ | ---------- | ------ | --------------- | --------- |
| 11-12 | Univest Grand Prix | États-Unis | 2.2    | Jonas Ahlstrand | CykelCity |

### Épreuves annulées
| Date           | Course                                     | Pays       | Classe | Cause |
| -------------- | ------------------------------------------ | ---------- | ------ | ----- |
| 6-7 février    | Rutas de Mendoza                           | Argentine  | 2.2    |       |
| 20-25 avril    | Tour de Géorgie                            | États-Unis | 2.HC   |       |
| 25-30 mai      | Vuelta Internacional del Café              | Venezuela  | 2.2    |       |
| 4 juillet      | U.S. Cycling Open                          | États-Unis | 1.2    |       |
| 7-12 août      | Tour de New York                           | États-Unis | 2.2    |       |
| 22-29 août     | Tour du Brésil-Tour de l'État de Sao Paulo | Brésil     | 2.2    |       |
| 30 août-5 sept | Tour du Missouri                           | États-Unis | 2.HC   |       |

## Classements finals
| #   | Coureur            | Pays       | Pts  |
| 1.  | Gregorio Ladino    | Colombie   | 239  |
| 2.  | Óscar Sevilla**    | Espagne    | 186  |
| 3.  | Arnold Alcolea     | Cuba       | 176  |
| 4.  | José Alarcón *     | Venezuela  | 160  |
| 5.  | Óscar Soliz        | Bolivie    | 138  |
| 6.  | Libardo Niño       | Colombie   | 136  |
| 7.  | Richard Mascarañas | Uruguay    | 136  |
| 8.  | Francisco Mancebo  | Espagne    | 132  |
| 9.  | José Contreras     | Venezuela  | 119  |
| 10. | Carlos Oyarzún     | Chili      | 116  |
| 11. | Nery Velásquez**   | Guatemala  | 108  |
| 12. | Juan Carlos Rojas  | Costa Rica | 107  |
| 13. | Edgardo Simón      | Argentine  | 106  |
| 14. | Fernando Camargo   | Colombie   | 100  |
| 15. | Tomás Gil          | Venezuela  | 98   |
| 16. | Benjamin Day       | Australie  | 96   |
| 17. | Hernán Cline       | Uruguay    | 88   |
| 18. | Juan Pablo Suárez  | Colombie   | 86   |
| 19. | Marco Arriagada    | Chili      | 84   |
| 20. | José Rujano        | Venezuela  | 82,4 |

| #   | Équipe                                          | Pays       | Pts    |
| 1.  | Funvic-Pindamonhangaba                          | Brésil     | 347    |
| 2.  | SpiderTech-Planet Energy                        | Canada     | 316    |
| 3.  | UNE-EPM                                         | Colombie   | 268    |
| 4.  | Androni Giocattoli-Serramenti PVC Diquigiovanni | Italie     | 212    |
| 5.  | Heraklion Kastro-Murcia                         | Grèce      | 198    |
| 6.  | Fly V Australia                                 | Australie  | 190    |
| 7.  | Burgos 2016-Castilla y León                     | Espagne    | 145,66 |
| 8.  | Team Type 1                                     | États-Unis | 134    |
| 9.  | Scott-Marcondes Cesar                           | Brésil     | 131    |
| 10. | UnitedHealthcare-Maxxis                         | États-Unis | 121    |
| 11. | Jamis-Sutter Home                               | États-Unis | 99     |
| 12. | BMC Racing                                      | États-Unis | 86     |
| 13. | Bridgestone Anchor                              | Japon      | 85     |
| 14. | Jelly Belly-Kenda                               | États-Unis | 57     |
| 15. | Kelly Benefit Strategies                        | États-Unis | 49     |
| 16. | Cervélo TestTeam                                | Suisse     | 48     |
| 17. | Zheroquadro Radenska                            | Slovénie   | 46     |
| 18. | Amore & Vita-Conad                              | Ukraine    | 36     |
| 19. | Colombia es Pasión                              | Colombie   | 34     |
| 20. | Bissell                                         | États-Unis | 28     |

### Classements par nations
| #   | Pays                   | Pts     |
| 1.  | Colombie               | 1455,06 |
| 2.  | Venezuela              | 1068,6  |
| 3.  | États-Unis             | 846,5   |
| 4.  | Canada                 | 681     |
| 5.  | Brésil                 | 487     |
| 6.  | Argentine              | 434     |
| 7.  | Costa Rica             | 415,3   |
| 8.  | Uruguay                | 369     |
| 9.  | Cuba                   | 307     |
| 10. | Chili                  | 264     |
| 11. | Bolivie                | 210     |
| 12. | Équateur               | 192     |
| 13. | Antilles néerlandaises | 191     |
| 14. | Mexique                | 190     |
| 15. | République dominicaine | 155,69  |
| 16. | Guatemala              | 150     |
| 17. | Belize                 | 140     |
| 18. | Porto Rico             | 10      |

| #   | Pays (U23)             | Pts    |
| 1.  | Venezuela              | 416    |
| 2.  | États-Unis             | 352,66 |
| 3.  | Colombie               | 345    |
| 4.  | Costa Rica             | 166,64 |
| 5.  | Canada                 | 159    |
| 6.  | Antilles néerlandaises | 118    |
| 7.  | Brésil                 | 76     |
| 8.  | Argentine              | 75     |
| 9.  | Belize                 | 56     |
| 10. | Uruguay                | 52     |
| 11. | Mexique                | 37     |
| 12. | République dominicaine | 13     |
| 13. | Équateur               | 10     |
| 14. | Bolivie                | 2      |
| -   | Guatemala              | 2      |